# Comadres (El Salvador)

Protesta en el aniversario de la desaparición de Óscar Romero

CoMadres es el comité de madres y parientes de prisioneros, desaparecidos y mártires políticos de El Salvador. 
Es conocido por sus impactantes protestas durante la guerra civil de El Salvador, lo que a su vez les permitió recibir atención internacional. Continuaron organizándose y luchando contra las injusticias incluso después de la Guerra Civil. 
Se estableció en diciembre de 1977, con la ayuda de la arquidiócesis católica de dicho país y el arzobispo Óscar Romero, con el fin de hallar la verdad detrás de las desapariciones. Entre sus actividades, se cuenta la distribución de folletos para difundir su mensaje y el solicitar la ayuda de otras naciones para presionar al gobierno salvadoreño.
Hacia 1993 poseían aproximadamente 500 miembros. Las oficinas del comité han sido objeto de redadas policiales ordenadas por el gobierno, y sus integrantes han sido víctimas de violaciones reiteradas con el fin de desbaratar la organización. Un total de 48 de sus integrantes fueron secuestrados por escuadrones de la muerte y sufrieron torturas y violaciones. De ellos, cinco fueron asesinados.
En 1986, Bono, cantante de la banda de rock irlandesa U2 rindió tributo a su causa y a otro grupo similar en Nicaragua con la canción «Mothers of the Disappeared», presente en su álbum de 1987 The Joshua Tree.